# Агостична взаємодія
Агостична взаємодія (рос. агостическое взаимодействие, англ. agostic interactions) — взаємодія координаційно ненасиченого металічного атома з електронами одного або кількох зв'язків ліганда. Зокрема взаємодія С–Н-зв'язку ліганда з атомом металу (М) в комплексах.
Структура, де є така взаємодія, нагадує перехідний стан у реакціях оксидативного приєднання чи відновного елімінування. Така взаємодія звичайно супроводжується наявністю в ЯМР спектрі лінії Н, що є зсунутою у порівнянні з її положенням в алканах (–5 до –10 мч) і знаходиться в області від +25 до –60 мч. Стала надтонкої взаємодії також замість 125 Гц для Н, зв'язаного з атомом С у sp³-гібридизації, має значення 70—100 Гц. Типові відстані М—Н лежать у границях 1,85—2,4 ангстрем.